# Merionoeda callifera
Merionoeda callifera là một loài bọ cánh cứng trong họ Cerambycidae.